# المنذر بن النعمان بن المنذر
المنذر بن النعمان الثالث ابن المنذر الرابع بن المنذر بن امرئ القيس اللخمي، ولد في الحيرة وتوفي في البحرين آخر المناذرة أصحاب الحيرة في الجاهلية. يلقب بالمغرور. وليها بعد (زاديه بن ماهان) الهمذاني الفارسيّ. ولم تطل مدته، قيل: حكم ثمانية أشهر. وقتل أيام فتح البحرين. وفي مقتله ثلاث روايات، الأولى: في (الخط) حين افتتحها العلاء بن الحضرميّ، والثانية: قتل مع مسيلمة، والثالثة: قتل في معركة جواثا بالبحرين. وعلى الرواية الأخيرة اقتصر ابن حبيب (في المحبر) وبموته انقرضت دولة اللخميين بالحيرة، ولا تزال آثارهم فيها شاخصة إلى اليوم.

## معركة جُوَاثا
جُوَاثا بلدة في البحرين، كانت فيها ردَّة المنذر بن النعمان بن المنذر، حاصر المرتدون مسلمي جُوَاثا وضيَّقوا عليهم، انتصر العلاء بن الحضرمي فيها على المنذر.